# Église évangélique luthérienne du Chili
L'Iglesia Evangélica Luterana en Chile (IELCH : Église évangélique luthérienne du Chili) est une église luthérienne chilienne. Elle regroupe près de 3 000 membres dans 13 paroisses. Elle est membre du COE, du Clai et de la FLM.

## Historique
L'IELCH trouve son origine dans l'arrivée d'immigrants allemands luthériens au Chili dans les années 1860. Dans les années 1930, ils créèrent l'Église évangélique allemande au Chili, qui prit son nom actuel en 1959. Dans les années 1960, l'Église entama un processus de "chilianisation" et commença un travail en commun avec l'Église luthérienne en Amérique. Au moment du coup d'État d'Augusto Pinochet, l'IELCH s'engagea du côté des victimes, la majorité des communautés de langues allemandes (mais pas toutes) se retirèrent de l'IELCH pour former la Iglesia Luterana en Chile. Les relations sont maintenant pacifiées entre les deux églises.